# Okrug Trnava
Okrug Trnava (svk: Okres Trnava)  nalazi se u zapadnoj Slovačkoj u Trnavskom kraju .  U okrugu živi 132 788 stanovnika, dok je gustoća naseljenosti 179,12 stan/km². Ukupna površina okruga je 741,30 km². Upravno središte okruga Trnava je istoimeni grad Trnava s 63 180 stanovnika.

## Stanovništvo
| Godina:     | 1994.   | 2004.   | 2014.   | 2024.   |
| ----------- | ------- | ------- | ------- | ------- |
| Broj ljudi: | 126 153 | 126 822 | 129 946 | 132 788 |
| Razlika:    |         | +0,53 % | +2,46 % | +2,18 % |

| Godina:     | 2023.   | 2024.   |
| ----------- | ------- | ------- |
| Broj ljudi: | 132 524 | 132 788 |
| Razlika:    |         | +0,19 % |

## Zemljopis
Na sjeveru okrug Trnava graniči s okrugom  Senica, na istoku s okruzima  Piešťany i  Hlohovec, na jugu s okrugom  Galanta i na zapadu s okruzima  Malacky,  Pezinok i  Senec koji pripadaju Bratislavskom kraju.

## Gradovi
- Trnava

## Općine
| - Biely Kostol - Bíňovce - Bohdanovce nad Trnavou - Boleráz - Borová - Brestovany - Bučany - Buková - Cífer - Dechtice - Dlhá - Dobrá Voda - Dolná Krupá - Dolné Dubové - Dolné Lovčice | - Dolné Orešany - Horná Krupá - Horné Dubové - Horné Orešany - Hrnčiarovce nad Parnou - Jaslovské Bohunice - Kátlovce - Košolná - Križovany nad Dudváhom - Lošonec - Majcichov - Malženice - Naháč - Opoj - Pavlice | - Radošovce - Ružindol - Slovenská Nová Ves - Smolenice - Suchá nad Parnou - Šelpice - Špačince - Šúrovce - Trstín - Vlčkovce - Voderady - Zavar - Zeleneč - Zvončín |

## Vanjske poveznice
- Informacije o okrugu Trnava